# Petit Conseil
Le Petit Conseil désigne plusieurs organes politiques à différentes périodes en Suisse.
Il désigne notamment un organe politique de l'Ancien Régime en Suisse, en République de Genève (où il est plutôt appelé Conseil des Vingt-Cinq), mais également lors de la République helvétique.

## Origines et fonctions
L'origine de ce conseil remonte approximativement au XIVe siècle époque à laquelle certains habitants, parmi les plus riches ou les plus influents se réunissent pour défendre les intérêts de la cité et son économie.
Deux conseils dirigent habituellement la cité ou le canton durant l'Ancien Régime en Suisse, mais également dans des cités comme Genève - qui ne fait pas partie de la Confédération suisse avant 1815. Ces deux conseils sont le Conseil des Deux-Cents et le Petit Conseil, le premier détient le pouvoir législatif, le second le pouvoir exécutif.
À Genève, c'est notamment le Petit Conseil qui condamne à mort Michel Servet en octobre 1553, Pierre Fatio en septembre 1707 et fait lacérer puis brûler les ouvrages de Jean-Jacques Rousseau en juin 1762.

## Petit Conseil à Genève
À Genève, le Petit Conseil est présidé par un syndic ; dans d'autres régions, il s'agit d'un bourgmestre (dans le nord-est de la Suisse, par exemple à Bâle) ou d'un avoyer (à Fribourg, Berne, Lucerne). Quels que soient les noms, la fonction est la même : il s'agit d'un premier magistrat, représentant de l'autorité du Seigneur, puis au cours des siècles, lorsque les cités s'affranchissent de la tutelle de tel duc, tel comte ou tel empereur, ces magistrats deviennent les garants de l'ordre social et judiciaire. Il leur incombe parfois de faire appliquer les ordonnances de police et les statuts municipaux, de prononcer des amendes dans les affaires mineures, de surveiller l'exécution des décisions de justice et de contrôler les marchés.
À Genève, par exemple, depuis 1387 et les franchises accordées au peuple par Adhémar Fabri, le Petit Conseil est élu par les habitants réunis en Conseil général : ils élisent au sein du Conseil, un quatuor de syndics chargés de faire respecter les lois et de traiter avec l'étranger (en cas de souveraineté de l'État), et des conseillers (entre 10 et 50 selon les villes), tous citoyens, assistant les syndics dans leurs tâches,. 
Le Petit Conseil est élu, selon les périodes de l'histoire, par les citoyens, par les corporations, par les quartiers ou plus tard, par cooptation au sein d'un Conseil de notables ou de certaines vieilles familles patriciennes. Cette pratique conduira au cours du XVIIIe siècle notamment à une oligarchisation du Petit Conseil.

## République helvétique
Sous la République helvétique, le projet de Constitution de la Malmaison prévoit l'institution d'un Petit Conseil comme organe du Sénat,. Ce Petit Conseil est composé du premier Landamman et de quatre autres sénateurs. Ce Petit Conseil revêt les fonctions du gouvernement central.
Chacun des sénateurs membre du Petit Conseil (appelé dans la Constitution « Conseillers Ministres ») est la tête d'un département : Département de l'intérieur, Département de la justice, Département des finances et Département de la guerre. Le Landamman a le pouvoir de nommer les préfets des cantons, mais seul le Petit Conseil peut les révoquer.
Lorsque le Sénat est ajourné (ce qui ne peut être le cas pendant plus de six mois), alors le Petit Conseil remplie les fonctions exécutives.

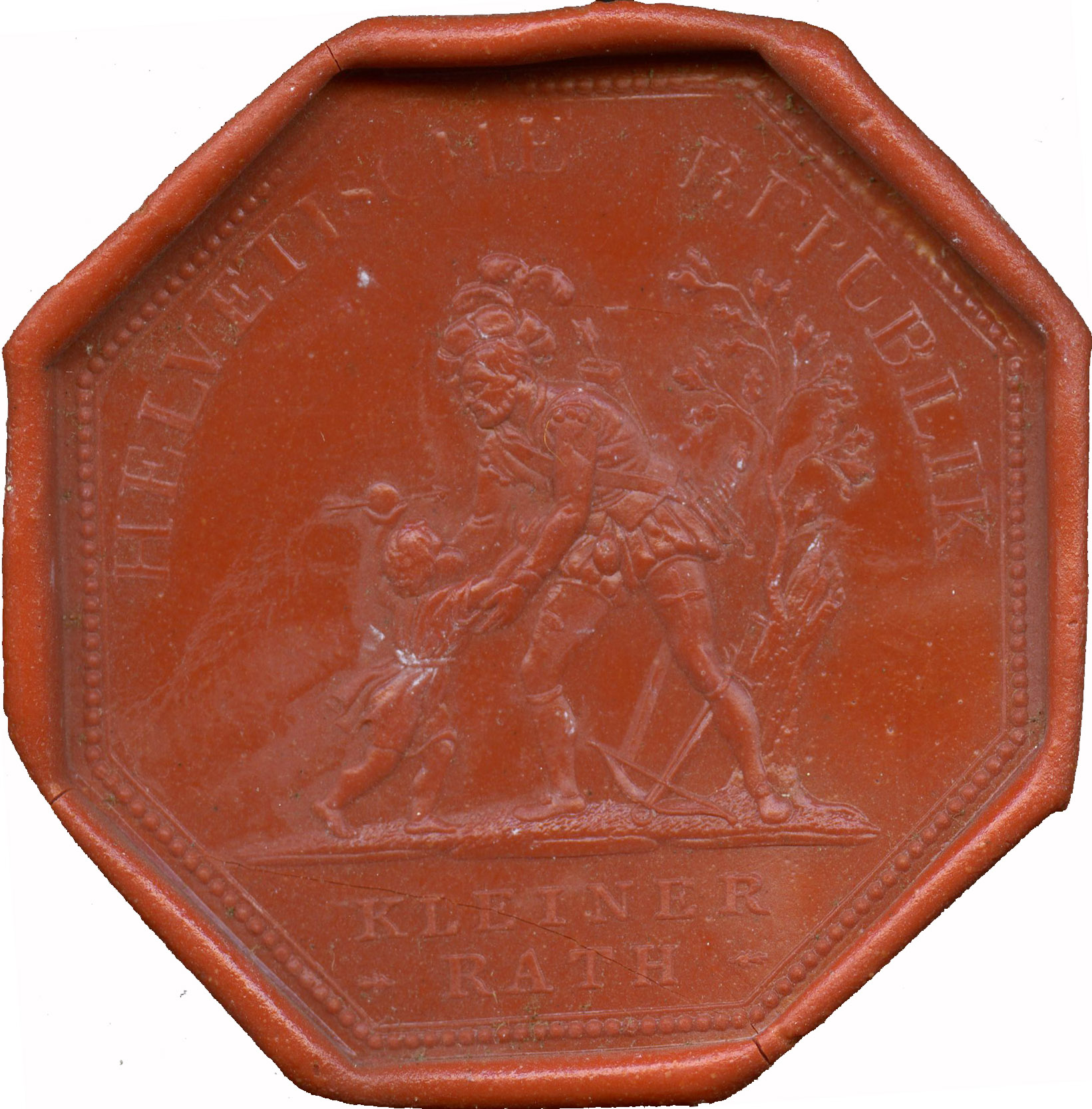
Sceau original du Petit Conseil
Dessin du sceau du Petit Conseil (en allemand Kleiner Rath)

## Équivalence moderne
Aujourd'hui, le terme utilisé est Conseil d'État. Autrefois, le terme « Petit Conseil » désignait le gouvernement collégial d'une ville, aujourd'hui le Conseil d'État gouverne au niveau cantonal. D'un certain point de vue, le Petit Conseil correspondrait alors mieux au Conseil de Ville, appelé aussi Conseil administratif à Genève par exemple. Toutefois, l'équivalence avec le Conseil d'État actuel s'applique dans le cas des villes souveraines qui constituent de fait des États à part entière.